# Cerro Blanco Waldreservat

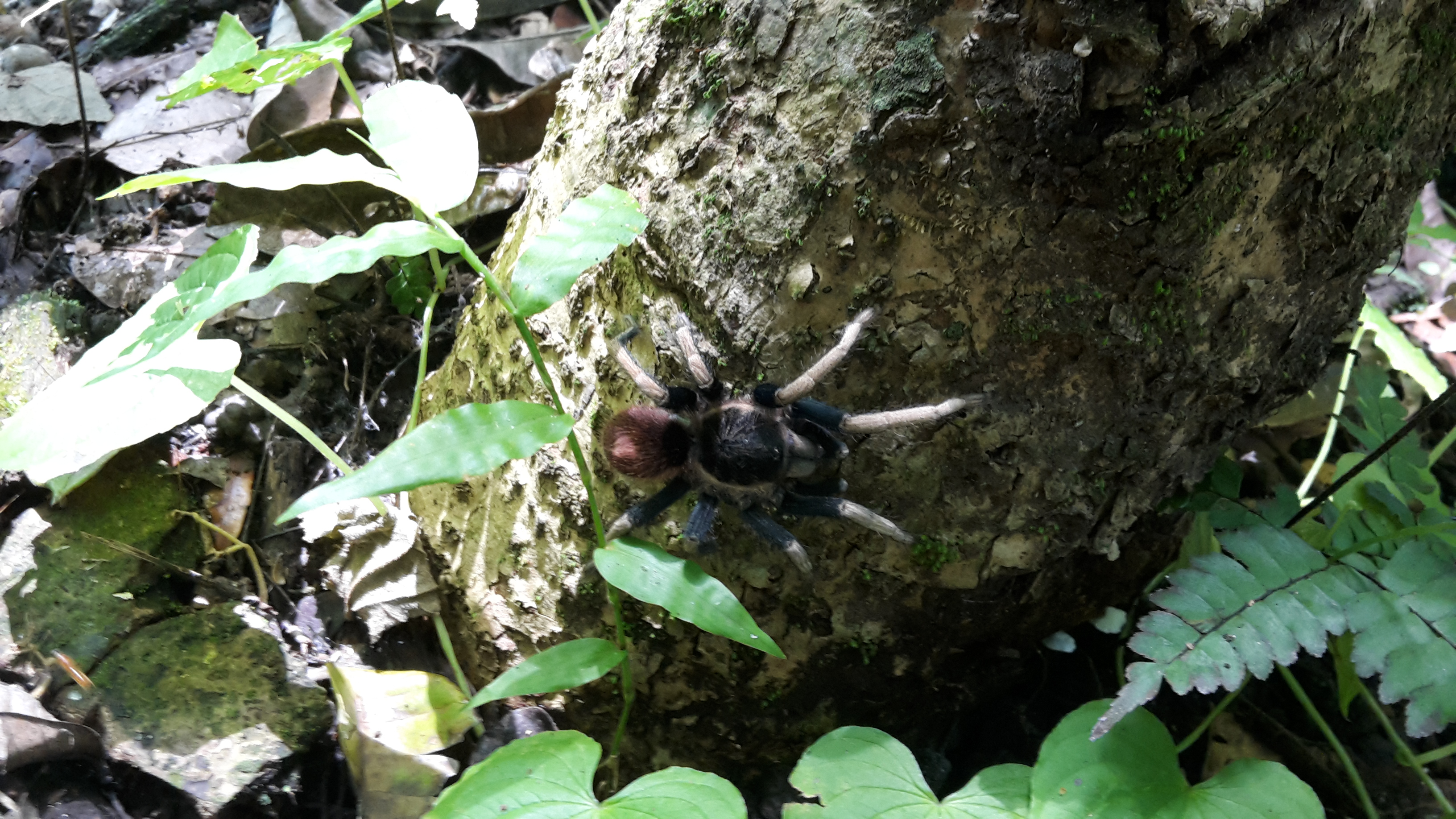
Vogelspinne

Das Cerro Blanco Waldreservat (spanisch Bosque Protector Cerro Blanco) ist ein Schutzgebiet 16 km westlich der Metropole Guayaquil in der Provinz Guayas im Westen von Ecuador.
Das Schutzgebiet umfasst ein 6078 ha großes Areal mit tropischem Trockenwald im Südosten der Cordillera Chongón-Colonche. Das 1979 eingerichtete Schutzgebiet gehört dem Unternehmen Cemento Nacional und wird von der Stiftung Fundación Pro-Bosque verwaltet. Es ist für Besucher zugänglich. Mehr als 200 Vogelarten, mehr als 50 Säugetierarten (darunter mehr als zwanzig Fledermaus-Arten), mehr als zehn Reptilienarten und zehn Amphibienarten wurden beobachtet, neben vielen Spinnen, Schmetterlingen und anderen Tieren. Das Reservat ist bekannt für seine Brüllaffen.